# Minúscula 14
Minúscula 14 (en la numeración Gregory-Aland), ε 1021 (Soden) es un manuscrito griego en minúsculas del Nuevo Testamento en 392 hojas de pergamino (17.6 cm por 19.2 cm), fechado por un colofón en el año 964.

## Descripción
El códice contiene el texto de los cuatro Evangelios con algunas lagunas (Mateo 1:1-9; 3:16-4:9). Las hojas están dispuestas en octavos. Algunas hojas están en desorden.
El texto está escrito en una columna por página, 17 líneas por página. Está escrito en letras minúsculas bellas y redondas, las letras iniciales están en oro y en color. Tiene respiraciones regulares y acentos.
El texto de los Evangelios está dividido de acuerdo a los κεφαλαια (capítulos), cuyos números se colocan al margen del texto, y los τιτλοι (títulos) de los κεφαλαια están en la parte superior de las páginas. También hay una división de acuerdo con las Secciones Amonianas (en Marcos, 233 Secciones), cuyo número se dan en el margen con referencias a los Cánones de Eusebio (escritos debajo de los números de las Secciones Amonianas).
Contiene el Canon Pascual, la Epistula ad Carpianum, las tablas del Canon de Eusebio, las tablas de los κεφαλαια (tablas de contenido) antes de cada Evangelio, y synaxaria.
Cuenta con un colofón con fecha 964. Antes del descubrimiento de los Evangelios Uspenski era la minúscula fechada más antigua conocida.
Los textos de Mateo 1:1-9; 3:16-4:9 fueron escritos por otra mano más tarde, en el siglo XV.

## Texto
El texto griego del códice es representativo del tipo textual bizantino. Hermann von Soden lo clasificó con la familia textual Kx. Aland lo colocó en la Categoría V.
De acuerdo con el Perfil del Método de Claremont, pertenece a la familia textual Kx en Lucas 1 y Lucas 20. En Lucas 10 no se hizo ningún perfil.
El texto espurio de la perícopa de la adúltera está marcado por un asterisco.

## Historia
De acuerdo con el colofón, el manuscrito fue εγραφθη νικηφορου βασιλευοντος ινδ, que quiere decir el año 964.
Estuvo en manos privadas y perteneció al cardenal Mazarino (junto con las minúsculas 305, 311, 313 y 324). Se convirtió en una parte de la colección de Kuster (París 7). Fue examinado y descrito por Bernard de Montfaucon, Wettstein, Scholz y Burgon. Scholz cotejó Mateo 7-21; Marcos 1-6; Lucas 3-4; 9; 11; Juan 3-9. C. R. Gregory vio el manuscrito en 1884.
Se encuentra actualmente en la Bibliothèque nationale de France (Gr. 70) en París.

## Lectura adicional
- Bernard de Montfaucon (1708). Paleographia Graeca. París. p. 282, no. V.

- Datos: Q6869861